# سيرجيو أمارال
سيرجيو أمارال (بالبرتغالية: Sérgio Silva do Amaral‏) هو دبلوماسي برازيلي، ولد في 1 يونيو 1944 في ساو باولو في البرازيل.